# David Anthony Kraft
David Anthony Kraft né le 31 mai 1952 et mort le 19 mai 2021 était un scénariste de comics, un éditeur et un critique. D'abord connu pour son magazine Comics Interview  qui était composé de critiques et d'interviews, il travaille ensuite pour  Marvel Comics à la fin des années 1970 et au début des années 1980.

## Biographie
David Anthony Kraft naît le 31 mai 1952,. Il est travaille d'abord comme journaliste de rock'n'roll.Au mois de septembre 1976, il devient le responsable éditorial de  FOOM, le magazine des fans de Marvel, publié par l'éditeur,à partir du numéro 15. Il reste à ce poste jusqu'au dernier numéro, le 22 publié en 1978.
Kraft devient ensuite scénariste de comics pour Marvel Comics en reprenant les Défenseurs.
Kraft scénarise aussi les aventures de l'Homme-loup dans Creatures on the Loose, Marvel Premiere et dans l'annual 3 de The Spectacular Spider-Man en 1981. De 1980 à 1982, à partir du deuxième numéro, il scénarise le comics  Savage She-Hulk jusqu'au dernier épisode.
Dans la première partie des années 1980 Kraft écrit des livres pour enfants mettant en scène Spider-Man, Hulk et les quatre fantastiques édités par Children's Press, Marvel Books et Simon & Schuster. Il écrit aussi les livres-jeux Ghost Knights of Camelot pour Avon et Robot Race pour Scholastic books. En 1983–1984, Kraft travaille aussi pour DC Comics et scénarise World's Finest Comics ,. Après cela, il travaille moins pour les comics et plus dans l'édition et la critique. En 1995, Kraft est scénariste de la série animée G.I. Joe Extreme. En 2009 Kraft coécrit et édite Yi Soon Shin: Warrior and Defender  publié par Onrie Kompan Productions, LLC.
Kraft meurt le 19 mai 2021 du COVID-19.